# باب آدامز
باب آدامز (انگلیسی: Bob Adams (footballer)؛ ۲۸ فوریه ۱۹۱۷ – ۱۹۷۰) یک بازیکن فوتبال اهل بریتانیا بود.
از باشگاه‌هایی که در آن بازی کرده‌است می‌توان به باشگاه فوتبال بریستول سیتی، باشگاه فوتبال بریستول راورز، و باشگاه فوتبال کاردیف سیتی اشاره کرد.